# San-Ardo-Ölfeld

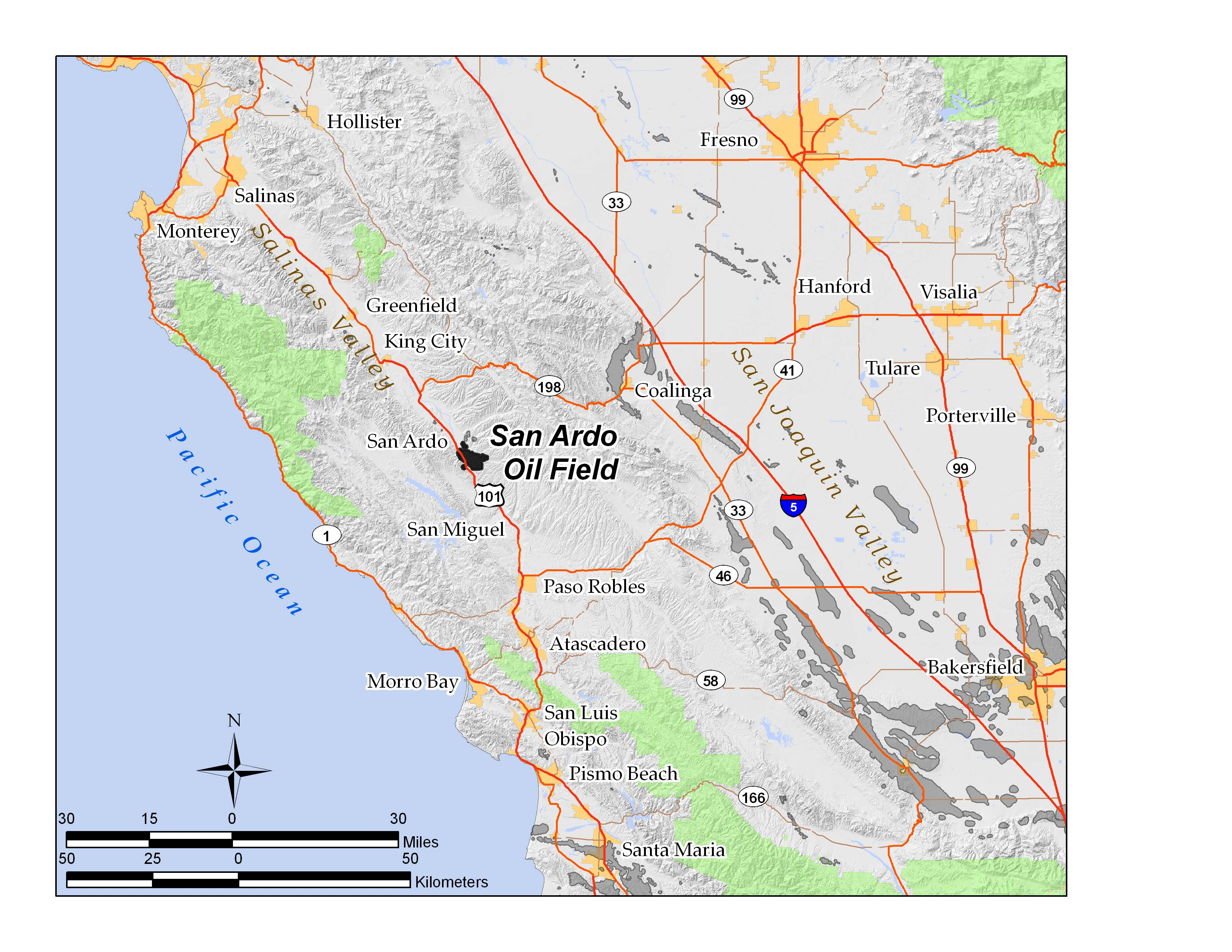
Das San-Ardo-Ölfeld liegt in Zentralkalifornien. Andere Ölfelder sind auf dieser Karte in grauer Farbe dargestellt.

Das San-Ardo-Ölfeld (englisch San Ardo Oil Field) ist ein großes Ölfeld im Monterey County, Kalifornien in den Vereinigten Staaten. Es liegt im oberen Salinas Valley, etwa acht Kilometer südlich der kleinen Stadt San Ardo und etwa 30 Kilometer nördlich von Paso Robles. Mit einem auf 530.000.000 Barrel (rund 84.000.000 m³) Rohöl geschätzten Vorkommen liegt es in Kalifornien an 13. Stelle. Von den zwanzig größten Ölfeldern Kaliforniens ist das 1947 entdeckte Ölfeld das zuletzt entdeckte.

## Lage

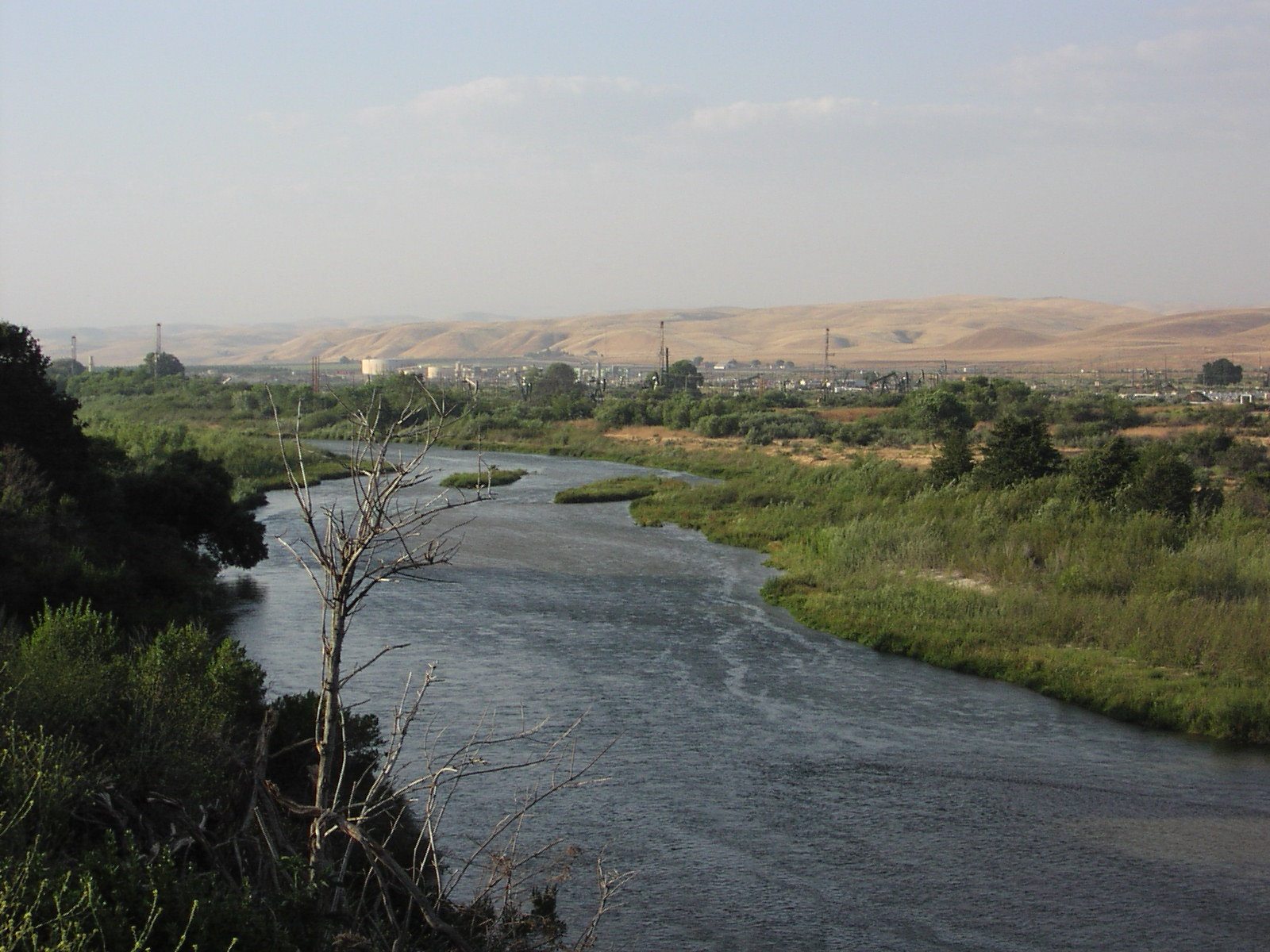
Der Salinas River mit dem Ölfeld im Hintergrund

Das vom U.S. Highway 101 aus sichtbare Ölfeld liegt etwa auf halbem Weg zwischen Paso Robles und King City, im südlichen Bereich des Monterey Countys, an der Ausfahrt des Highways zur Alvarado Road. Der größte Teil des Ölfeldes liegt auf dem Ostufer des Salinas Rivers und in dem angrenzenden Hügelland der Küstenkette.
Es misst in der Länge acht und in der Breite drei Kilometer, die produktive Fläche umfasst 4390 Acre (rund 17,8 km²). Das Gelände liegt zwischen 130 Meter über dem Meeresspiegel am Salinas River bis zu etwa 330 Meter über dem Meeresspiegel in den Hügeln im Osten; die größte Förderaktivität liegt in dem flachen Bereich im Tal des Flusses.
Die Vegetation auf der Fläche des Ölfeldes variiert, von Feuchtgebieten am Salinas River über Grasland und Gestrüpp bis hin zu den Eichenwäldern in den Hügeln und den höheren Bereichen. Im zentralen Förderbereich wurde der Großteil der Vegetation entfernt. Das Land im Tal des Flusses direkt nördlich des Ölfeldes wird landwirtschaftlich genutzt, die anderen angrenzenden Gebiete sind meist hügelig und dienen überwiegend als Weideflächen.

## Geologie
Das San-Ardo-Ölfeld ist das nördlichste der großen Ölfelder westlich der San-Andreas-Verwerfung in Kalifornien; die meisten anderen der großen Ölfelder liegen östlich der Verwerfung. Wie in Kalifornien verbreitet, ist das San-Ardo-Feld eine antiklinale Formation. Die produktiven Bereiche liegen in den Aurignac-Sanden, die ein Teil der großen Monterey-Formation sind, einer Sedimentgesteinschicht, die einem weiten Teil der küstennahen Bereiche Kaliforniens zugrunde liegt. Diese Sande sind im Durchschnitt etwa 200 Meter mächtig, beinhalten ein Vorkommen von schwerem Rohöl und liegen über einem granodioritisches Grundgestein. Über den Aurignac-Sanden liegen die dünneren, aber ebenfalls ölhaltigen Lombardisande, die sich etwa 550 Meter unter der Oberfläche befinden. Das granodioritische Grundgestein liegt in der Regel etwa 750 Meter unter der Oberfläche.
Zu den Felsformationen oberhalb der produktivsten Bohrstellen gehören die Paso-Robles-, Pancho-Rita- und Santa-Margarita-Formationen aus dem Pleistozän, Pliozän und Miozän. Alle produktiven Lagerstellen stammen aus dem Miozän und das darunterliegende Grundgestein ist aus der Zeit des Jura. Die Los-Lobos-Verwerfungszone bildet die westliche Grenze des Ölfeldes.

## Förderaktivitäten

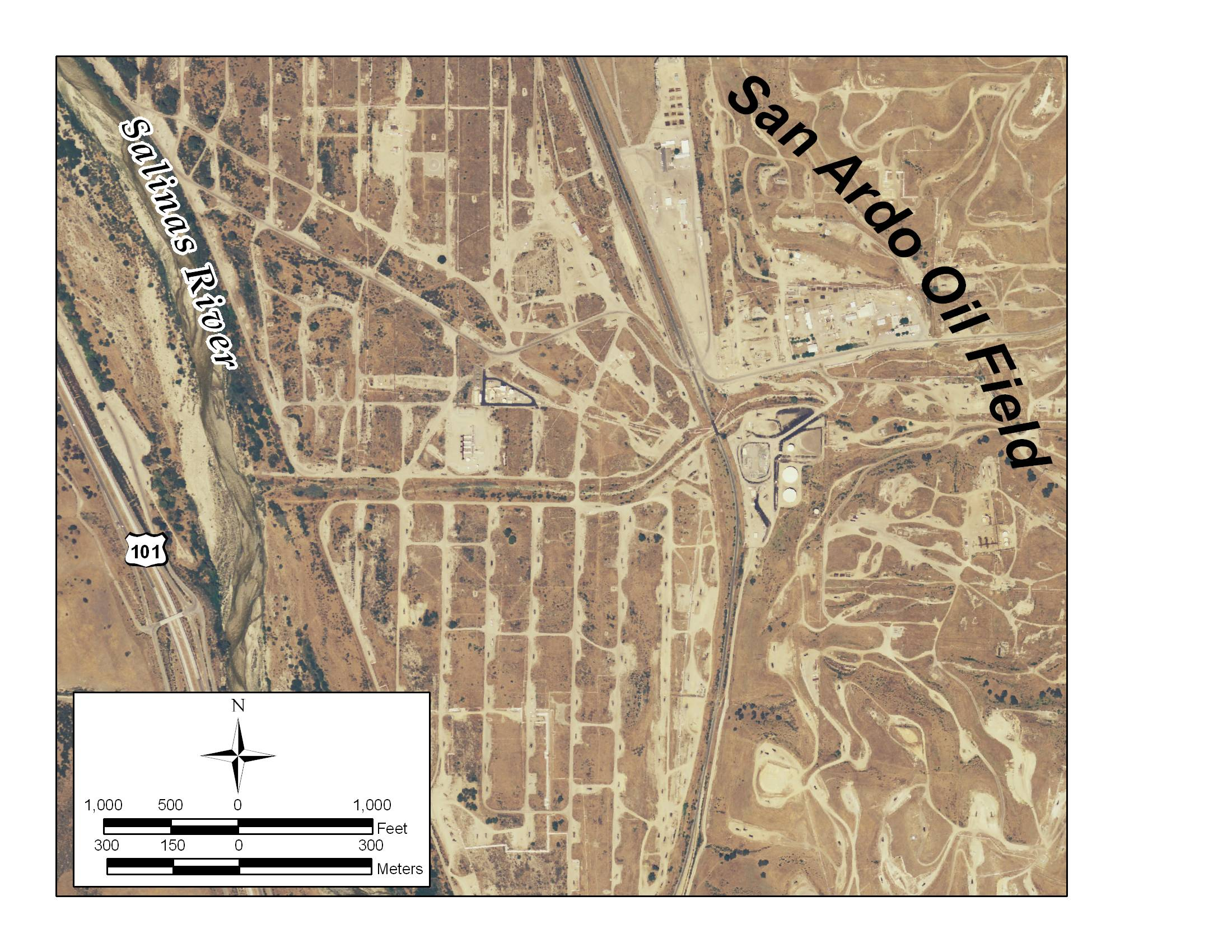
Luftbild des San Ardo Oil Field (2005) mit dem mittleren Bereich der Förderaktivität. U.S. Highway 101 verläuft am linken Bildrand.

Die Texas Company (später Texaco und heute Chevron Corporation) entdeckte das Ölfeld im November 1947 am Bohrloch Lombardi 1 in einer Tiefe von 658 Metern. Ursprünglich wurden von dieser Fundquelle 155 Barrel am Tag (rund 24,3 m³/Tag) gefördert.
Weil das Rohöl sehr dickflüssig ist, mit API-Graden von nur 9–11 in den Lombardisanden und 13 in den Aurignacsanden, ist es teilweise schwierig zu fördern, wenngleich verschiedene Fortschritte bei der Fördertechnologie in den 1960er und 1970er Jahren die Erschließung vereinfacht haben.
Dampfeinspritzung ist die im San-Ardo-Feld vorherrschende Technologie; mit Einspritzbohrungen wird Wasserdampf in den Boden gepresst, um das Rohöl zu erhitzen und so seine Viskosität zu verringern sowie, falls die Bohrung günstig platziert wurde, das Rohöl zu in der Nähe liegenden Förderbohrungen zu drücken. Dampfeinspritzung wird in den beiden Ölsandschichten seit 1966/1967 eingesetzt, im Aurignac-Sand wird auch mit Water flooding gearbeitet. Die größte jährliche Fördermenge wurde 1967 erreicht, dem ersten Jahr, in dem Wasserdampf in die beiden Sandschichten geleitet wurde.
Die derzeitigen Hauptbetreiber auf dem Ölfeld sind die Chevron Corporation, Aera Energy und Plains Exploration and Production (PXP), letztere hatte 2004 den früheren Betreiber Nuevo Energy übernommen. Ende 2006 waren Chevron und Aera Energy die beiden größten Ölproduzenten in Kalifornien.

## Belege
1. ↑  DOCOG-Jahresbericht 2006, Seite 67
2. ↑  Kempner
3. ↑  DOGGR, Seite 448
4. ↑  DOGGR, Seite 449
5. ↑  DOGGR, Seite 450
6. ↑  DOCOG-Jahresbericht 2006, Seite 68